# لایپزیگ
لایپزیگ (به آلمانی: [ˈlaɪptsɪç] () - تلفظ صحیح: لایپتسیش) با حدود ۵۰۰٬۰۰۰ نفر جمعیت، شهری در ایالت فدرال زاکسن، و از شهرهای بزرگ و مهم شرق آلمان است.
گوته شاعر آلمانی این شهر را پاریس کوچک لقب داده‌است.

## تاریخچه
لایپزیگ در قرن ۱۱ میلادی بنیان نهاده شد و تقریباً از آغاز تأسیس به عنوان یک مرکز تجاری و یک شهر نمایشگاهی معروف بوده‌است.
امروزه نیز این شهر میزبان نمایشگاه‌های بین‌المللی کتاب و خودرو است.

## آموزش
دانشگاه لایپزیگ یکی از قدیمی‌ترین دانشگاه‌های آلمان و اروپا است که در سال ۱۴۰۹ میلادی توسط فردریک اول حاکم ایالت زاکسن تأسیس گردید.
ویلهلم وونت (پدر روانشناسی) رشتهٔ روانشناسی را به عنوان یک رشته مجزا در دانشگاه لایپزیگ آلمان بنیان نهاد.

## مشاهیر
گوتفرید ویلهلم لایبنیتز دانشمند آلمانی و ریچارد واگنر موسیقیدان. نئو راخ طراح و نقاش پیشرو بنیانگذار مکتب معاصر لایپزیش از مشاهیر آلمانی هستند که در لایپزیگ متولد شدند.و هم چنین نیچه هم در این شهر در زمان حکومت پروس متولد شد.

## ورزش
باشگاه فوتبال ار-ب-لایپزیگ که در سال ۲۰۰۹ تأسیس شد متعلق به این شهر است.

## شهرهای خواهرخوانده
- آدیس آبابا، اتیوپی، از ۲۰۰۴
- بیرمنگام، بریتانیا، از ۱۹۹۲[۲]
- بولونیا، ایتالیا، از ۱۹۶۲, مجدداً در ۱۹۹۷
- برنو (جمهوری چک), جمهوری چک، از ۱۹۷۳, مجدداً در ۱۹۹۹[۳][۴]
- فرانکفورت، آلمان، از ۱۹۹۰[۵]
- هانوفر، آلمان، از ۱۹۸۷[۶]
- هرتزلیا، اسرائیل، از ۲۰۱۰
- هیوستون، ایالات متحده آمریکا، از ۱۹۹۳
- کی‌یف، اوکراین، از ۱۹۶۱, مجدداً در ۱۹۹۲
- کراکوف، لهستان، از ۱۹۷۳, مجدداً در ۱۹۹۵[۷][۸][۹]
- لیون، فرانسه، از ۱۹۸۱[۱۰]
- نانجینگ، چین، از ۱۹۸۸

- سالونیک، یونان، از ۱۹۸۴[۱۱]
- تراونیک، بوسنی و هرزگوین، از ۲۰۰۳

## نگارخانه

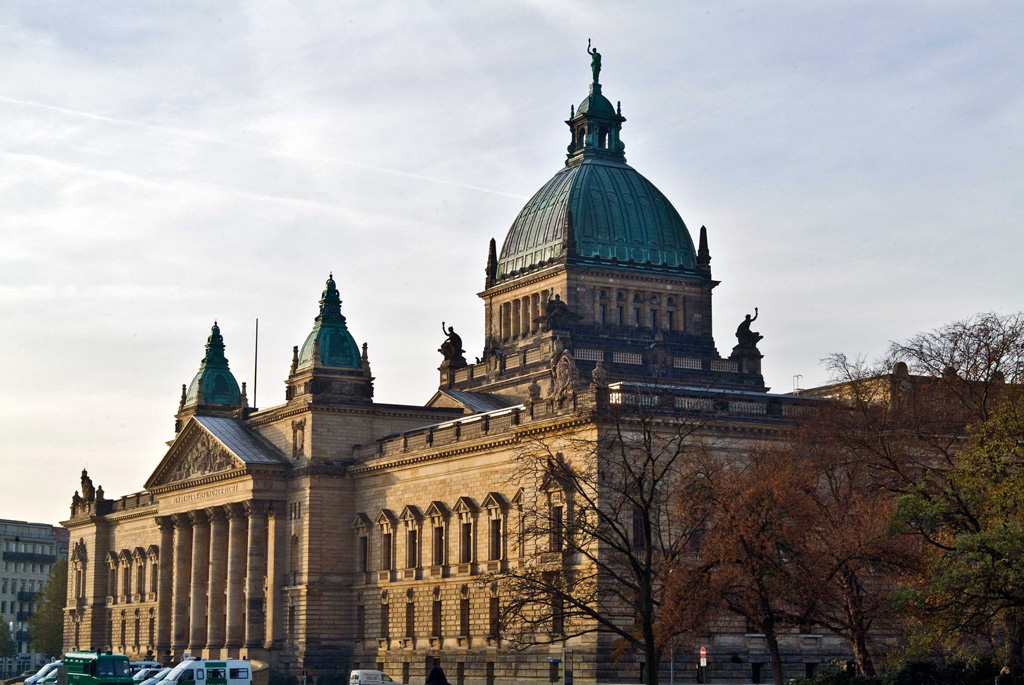
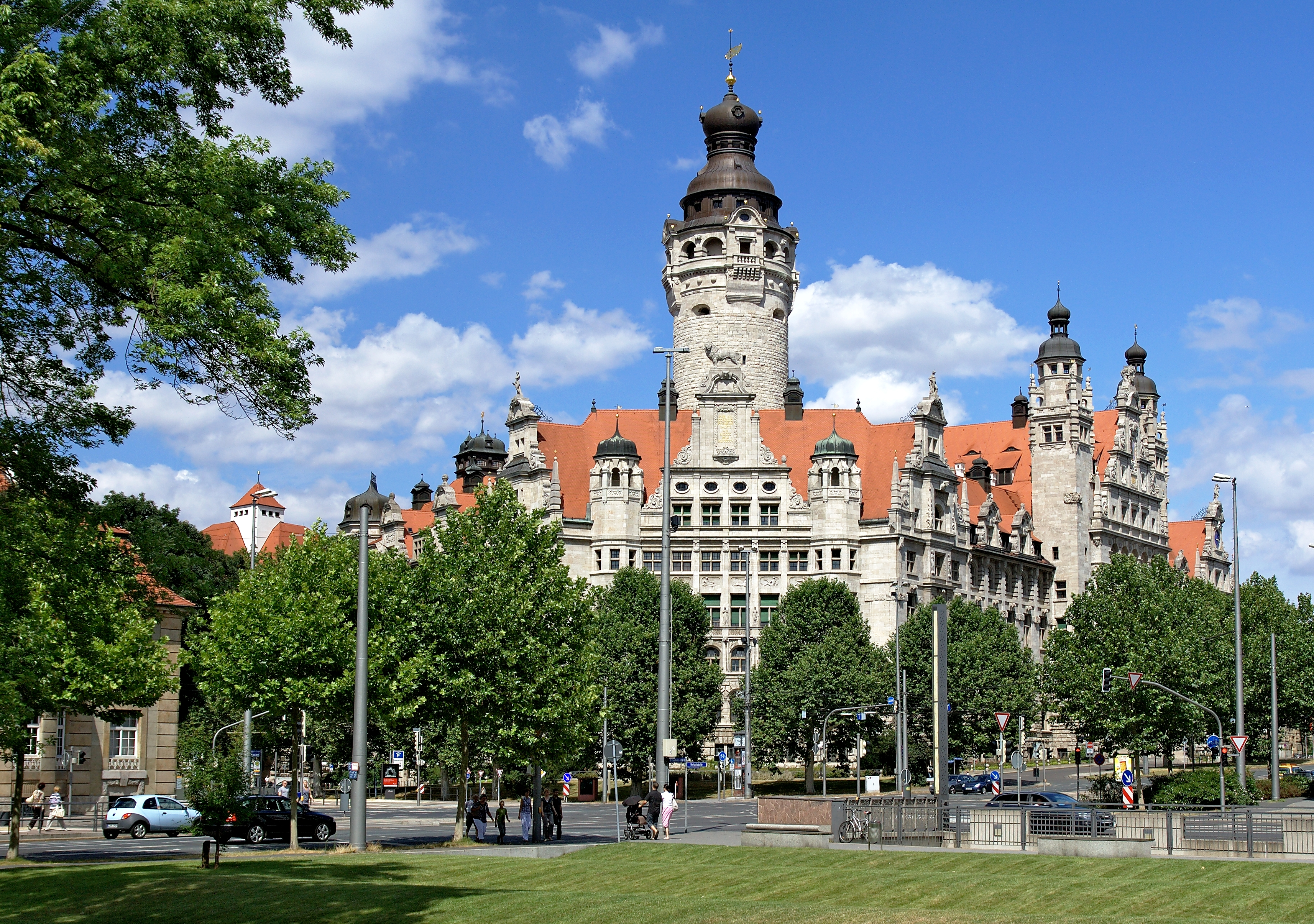
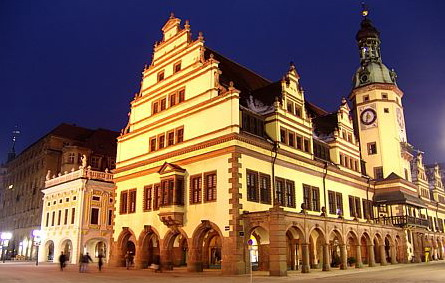
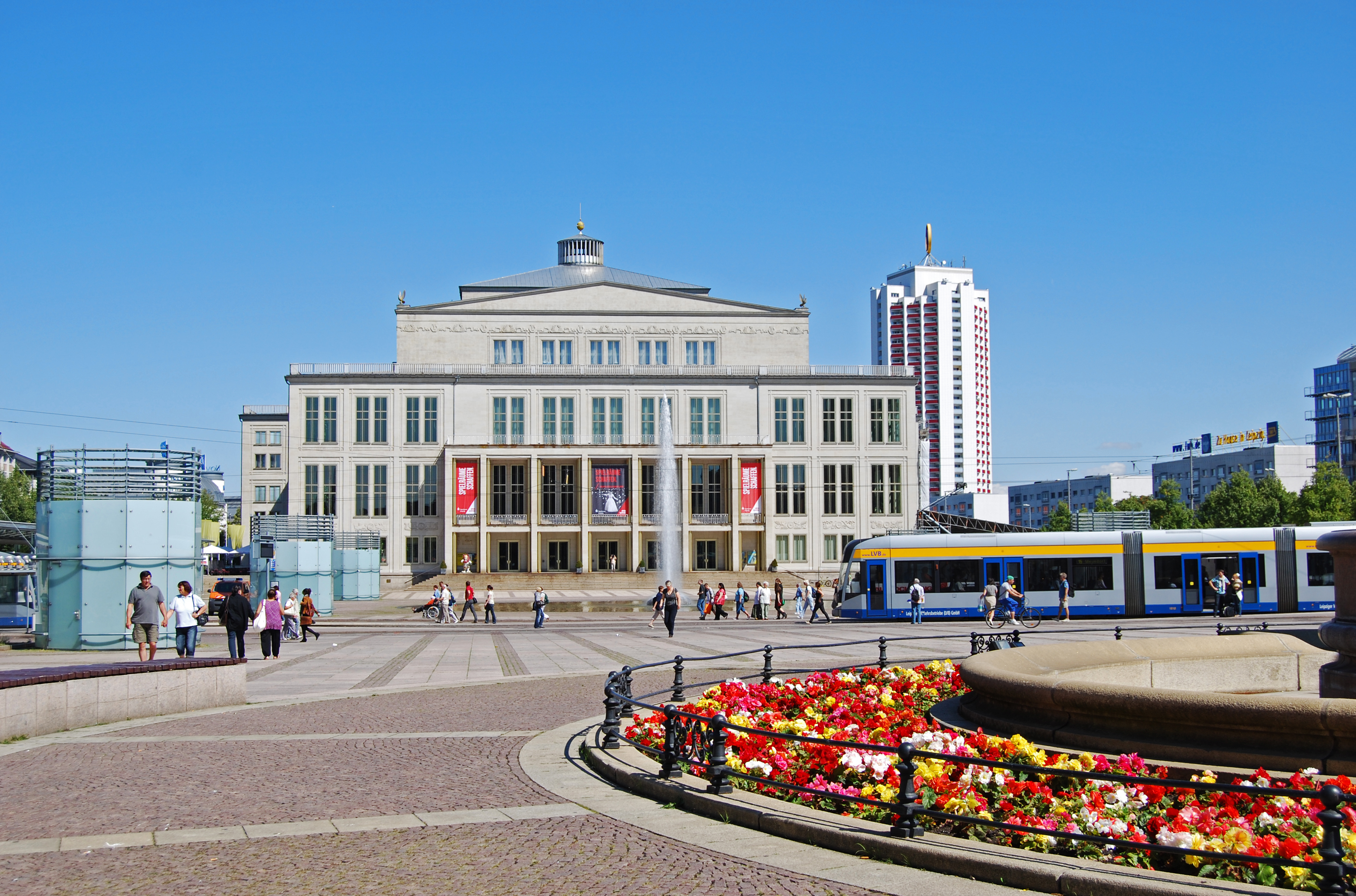
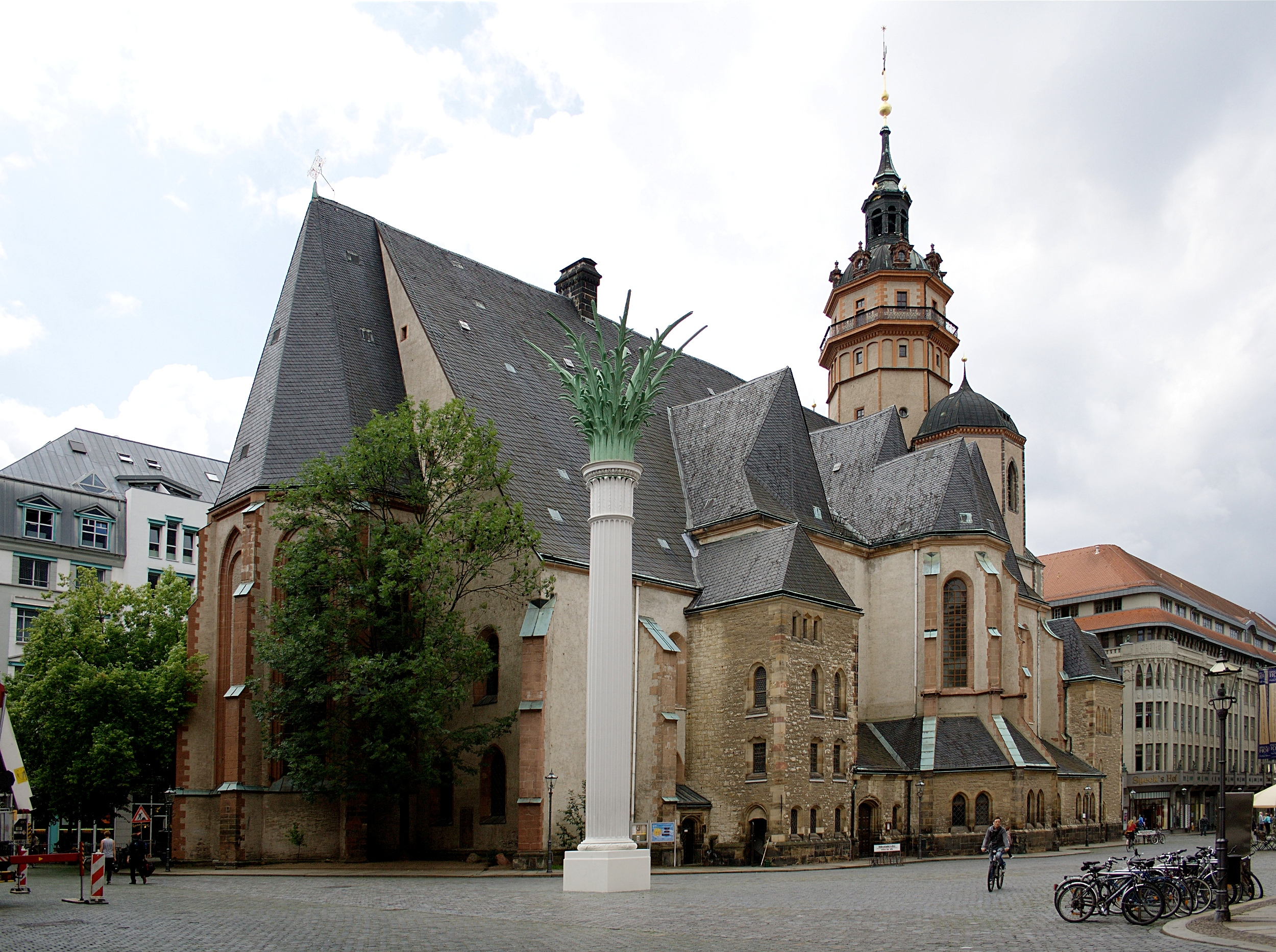
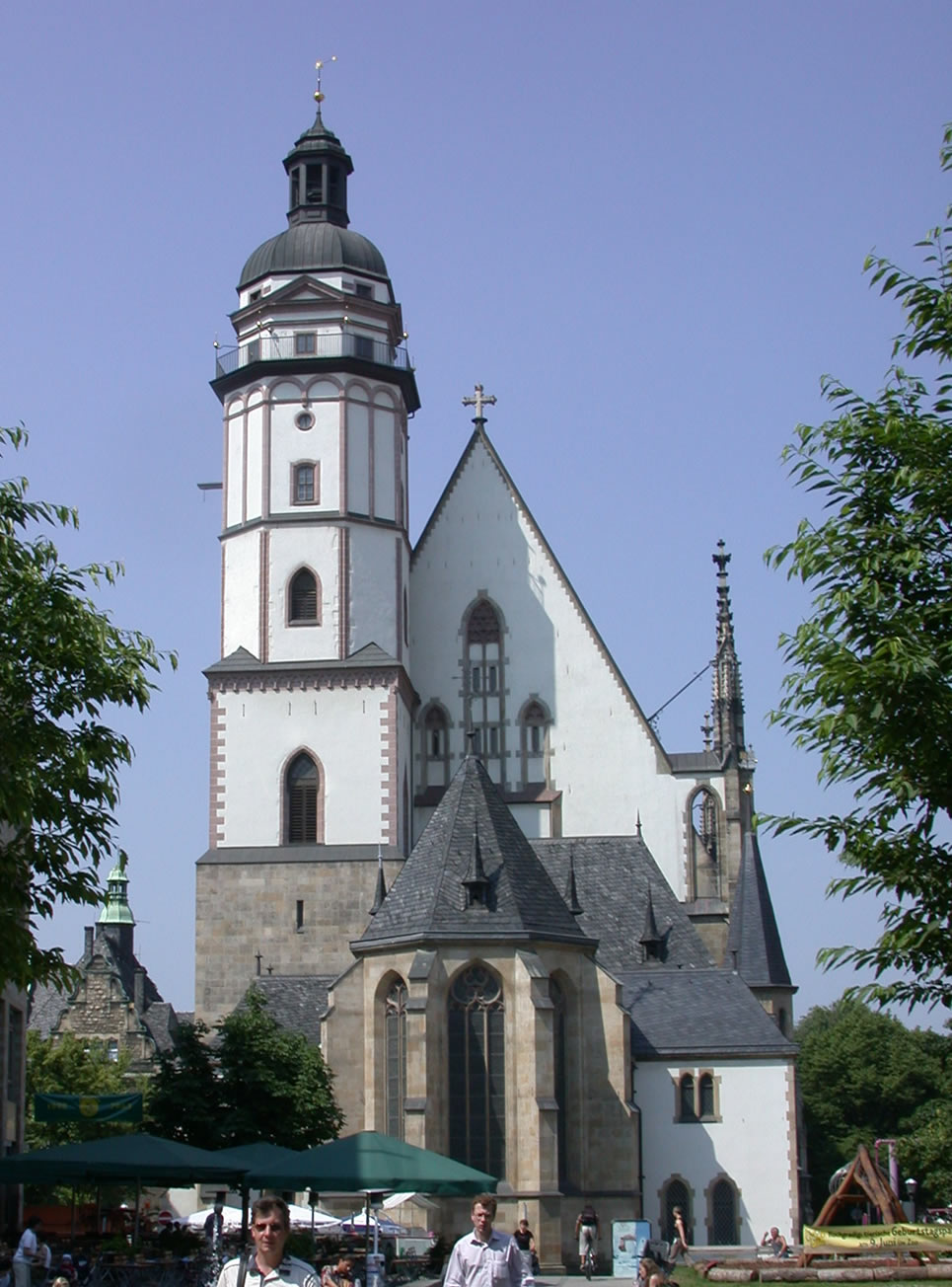
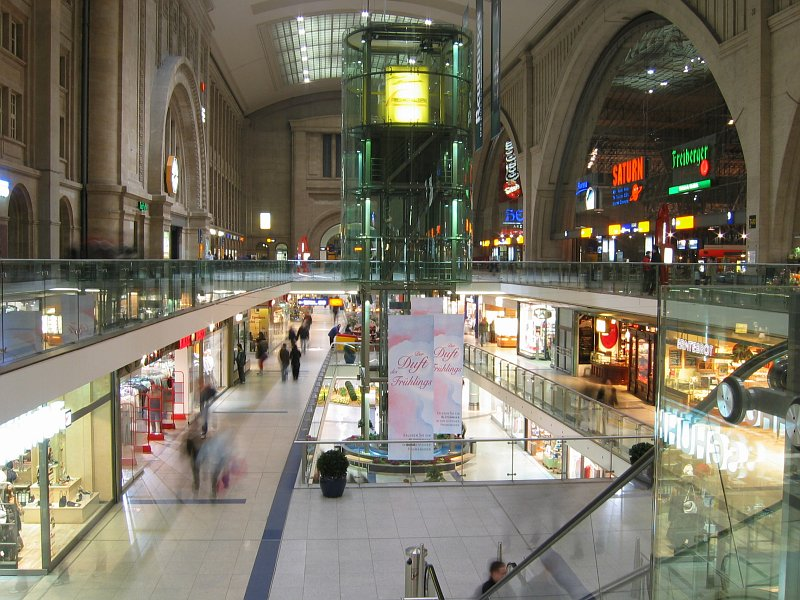
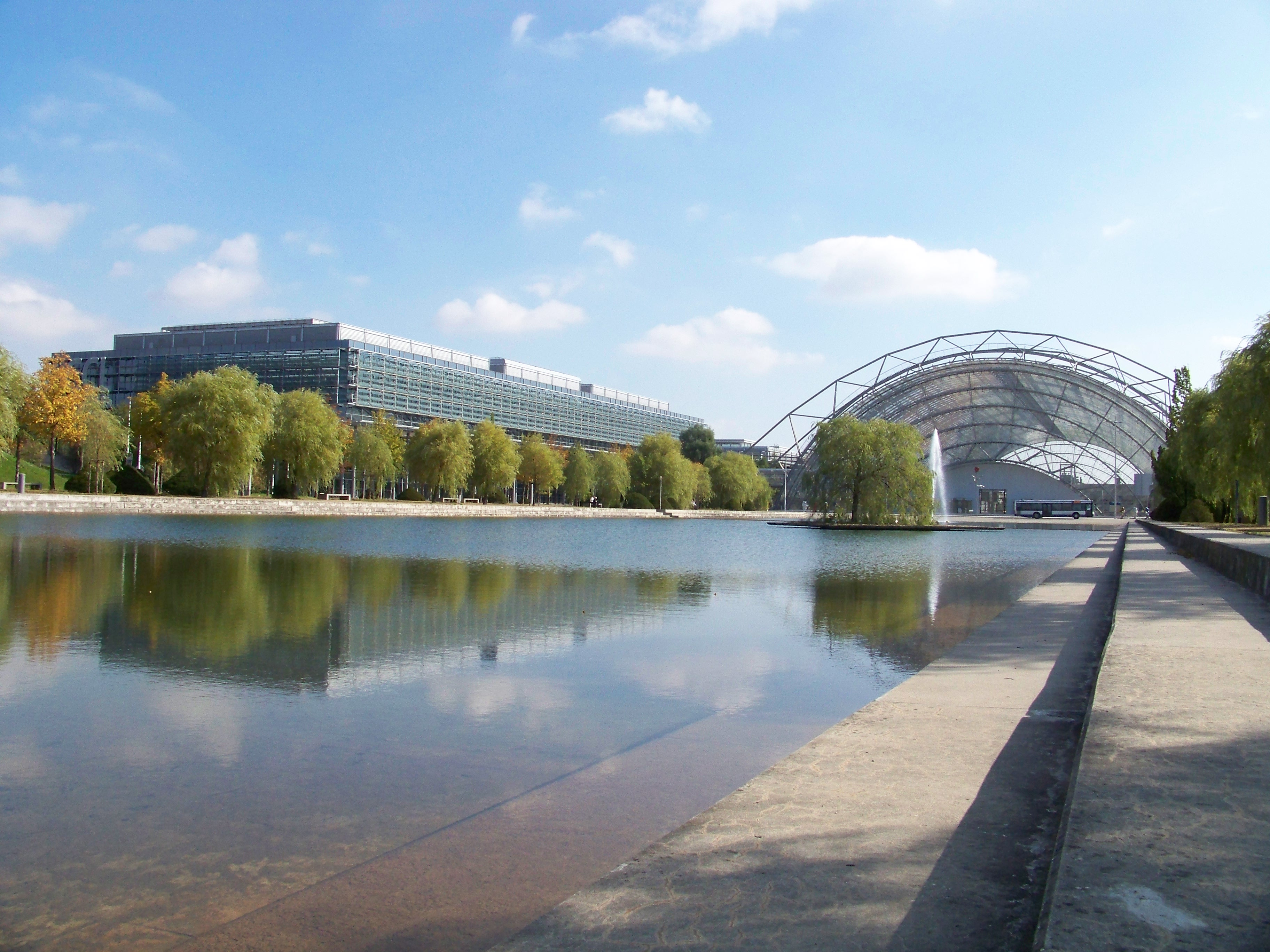
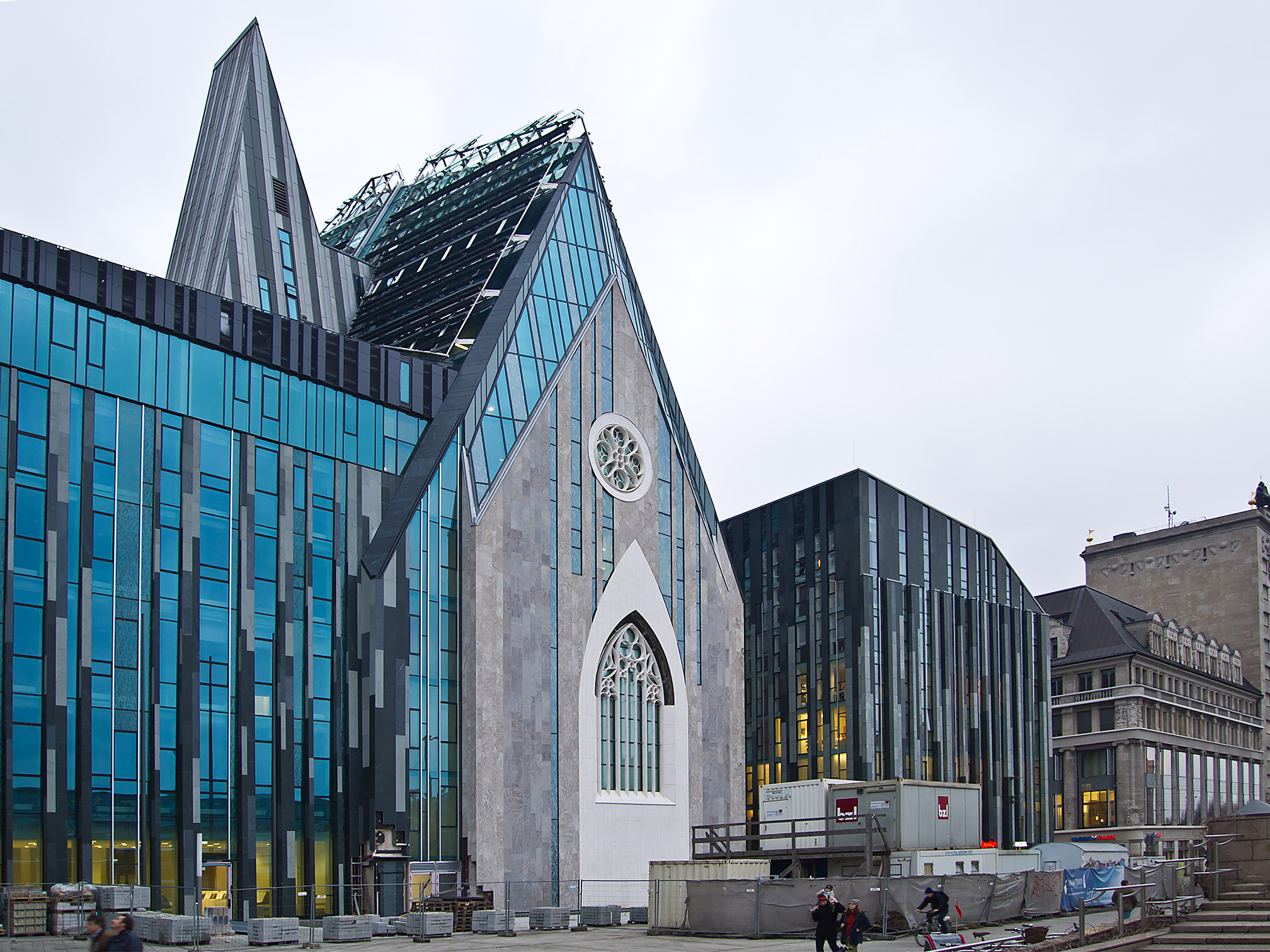
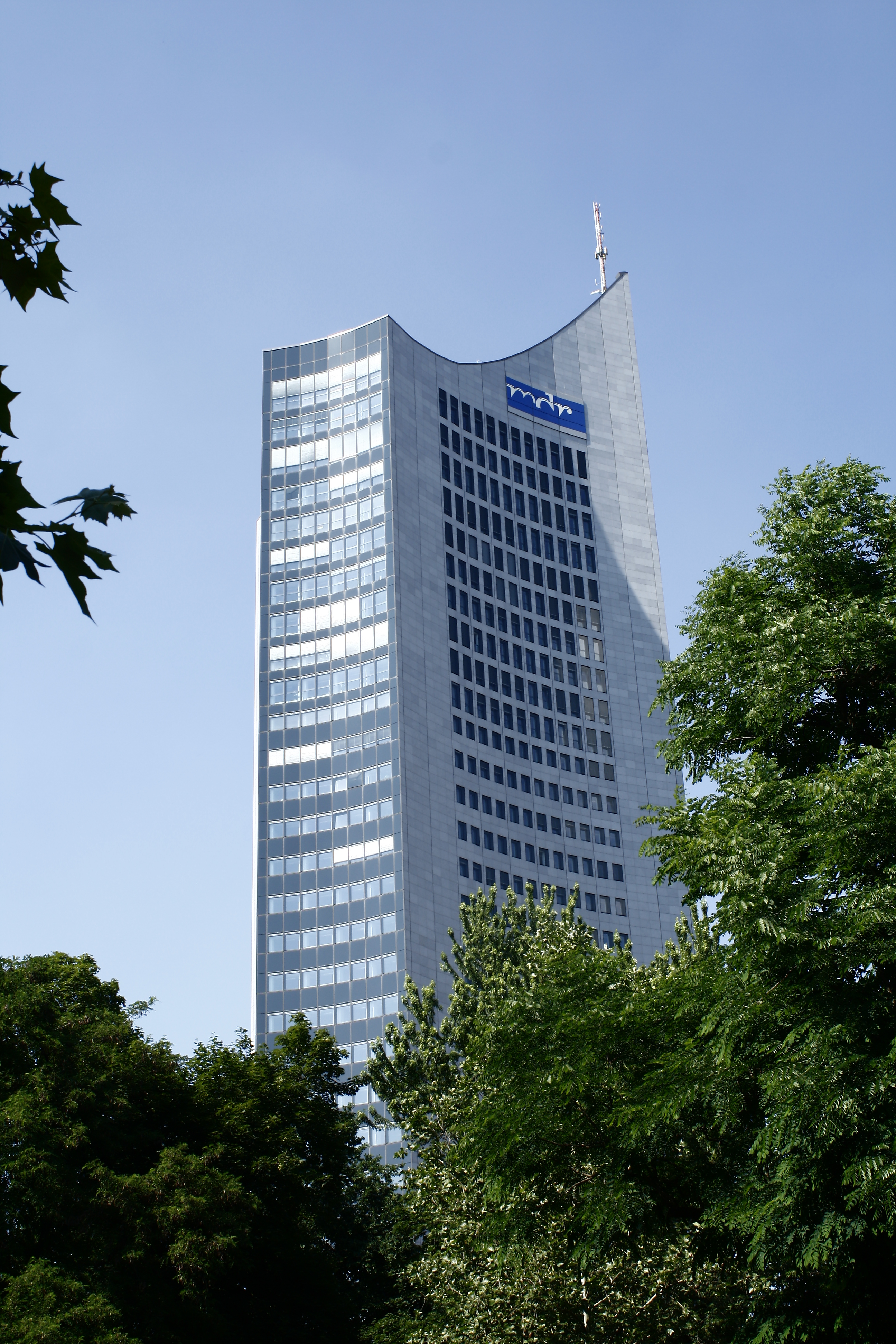
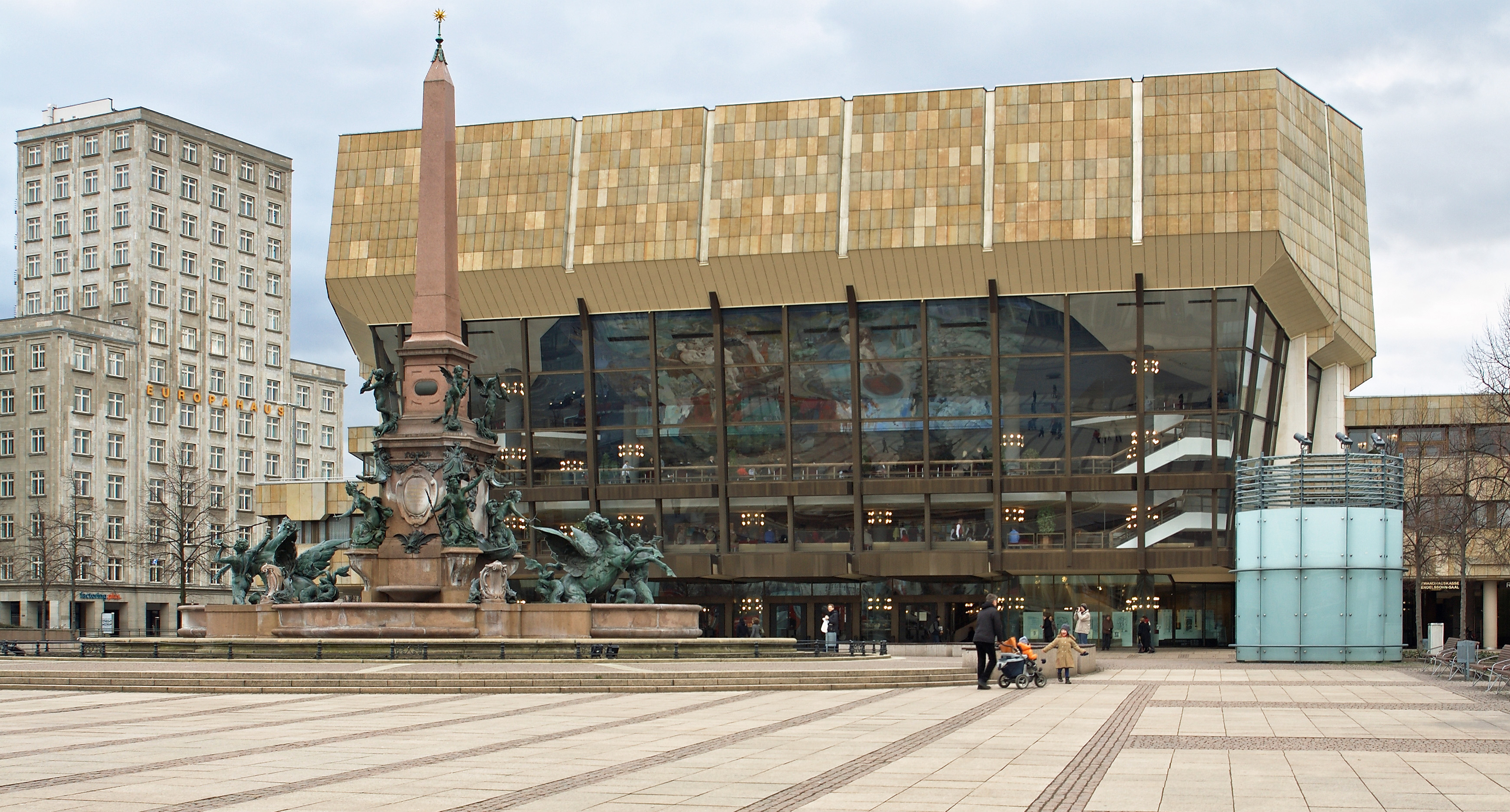
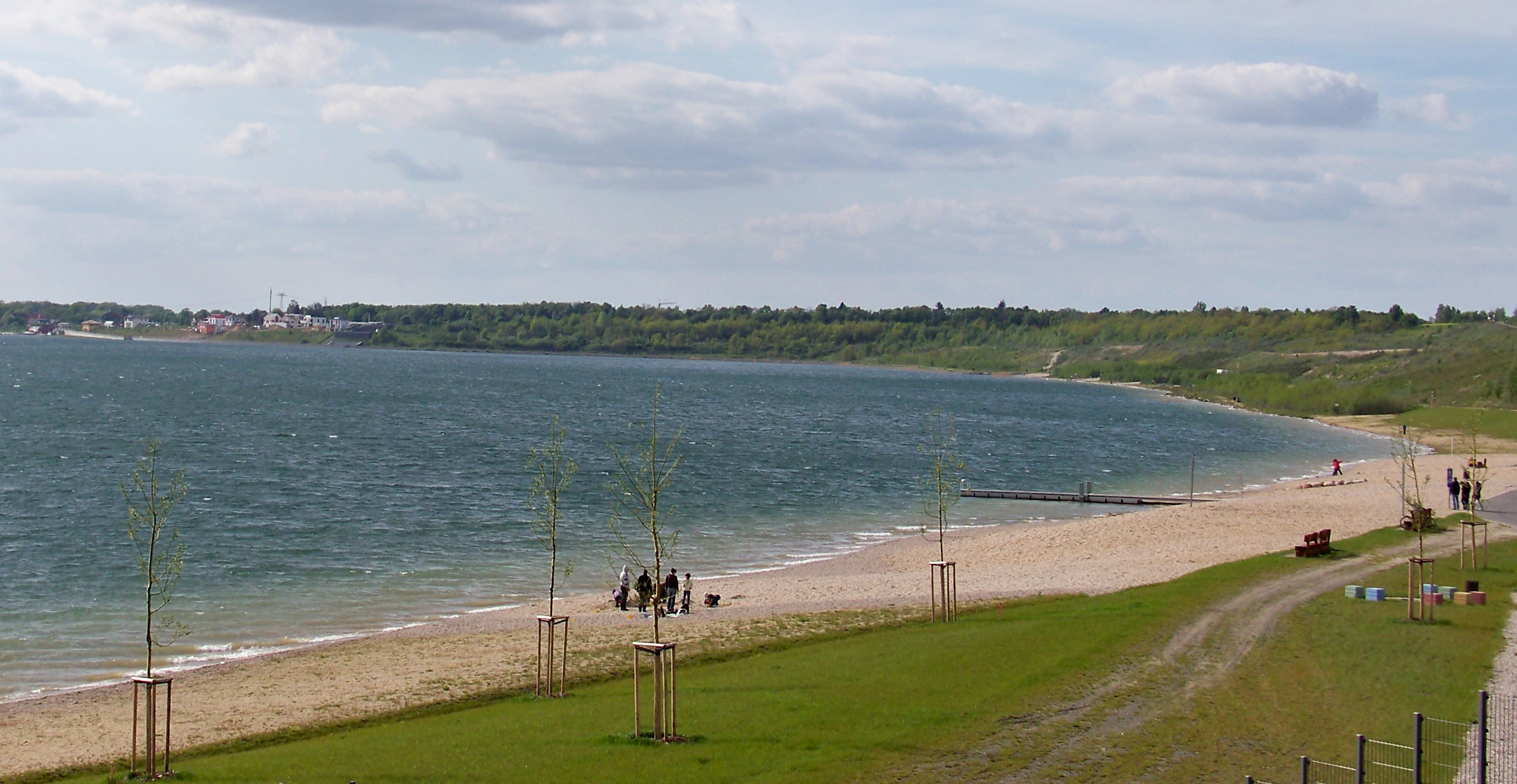
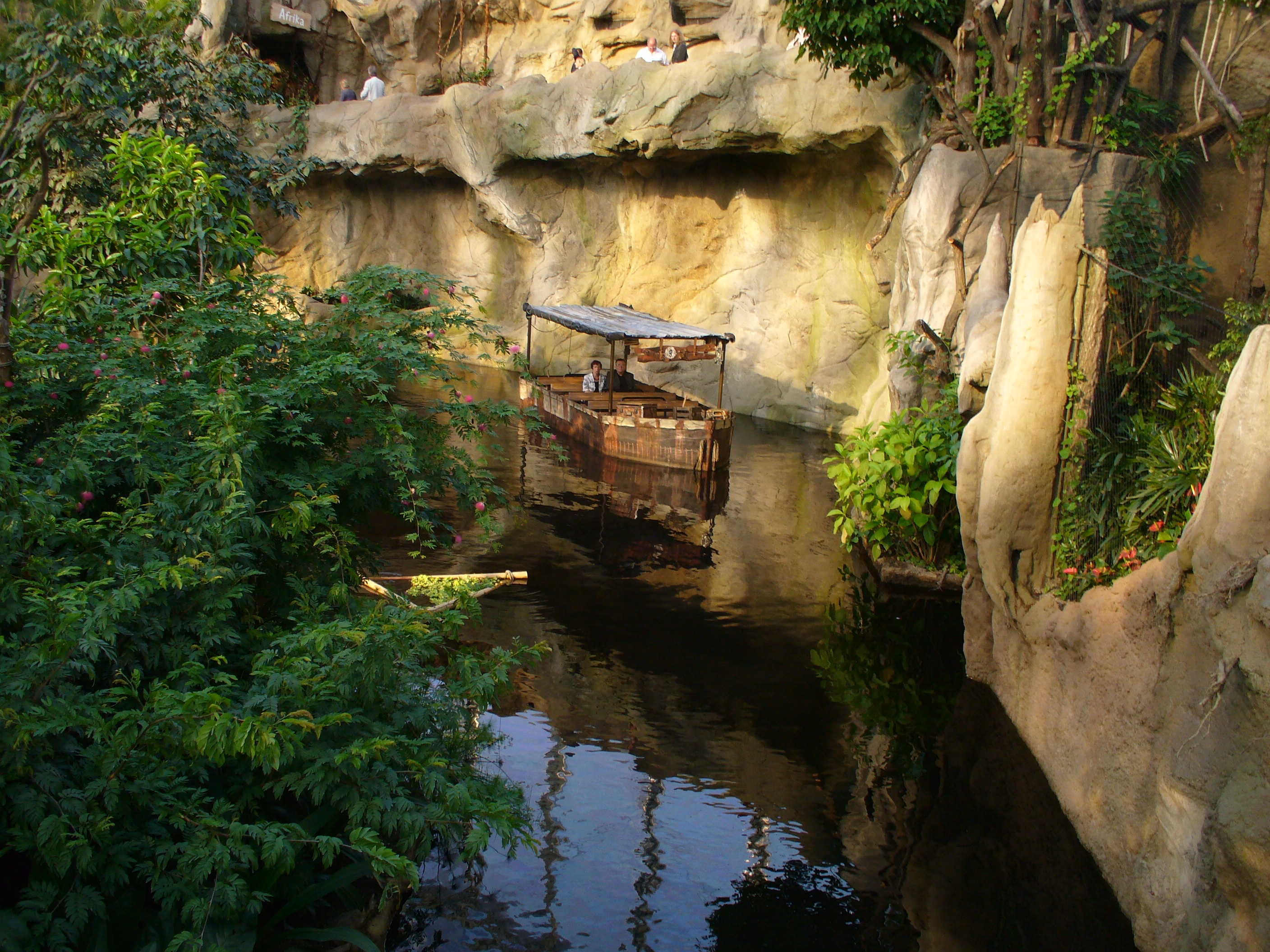
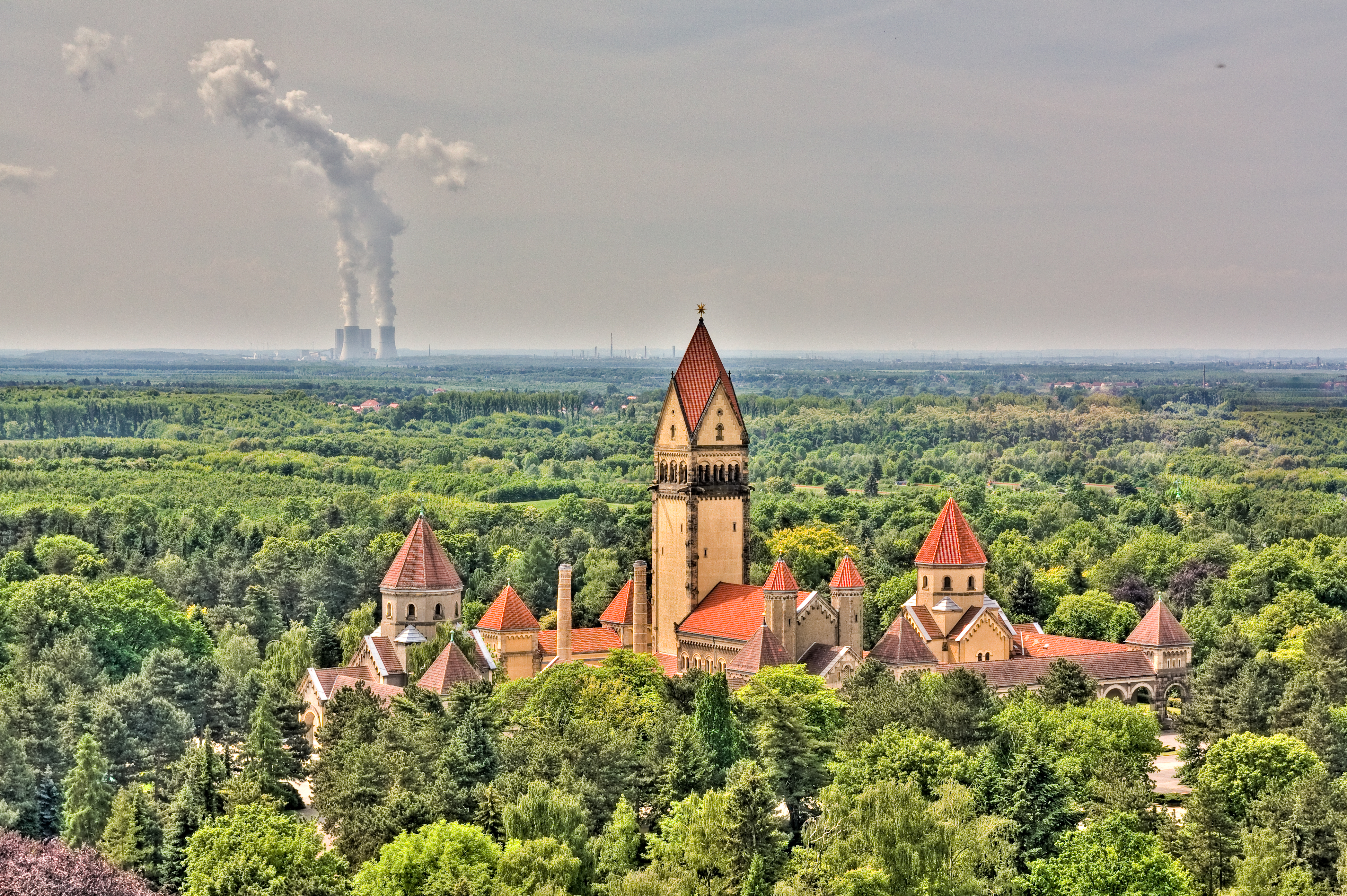
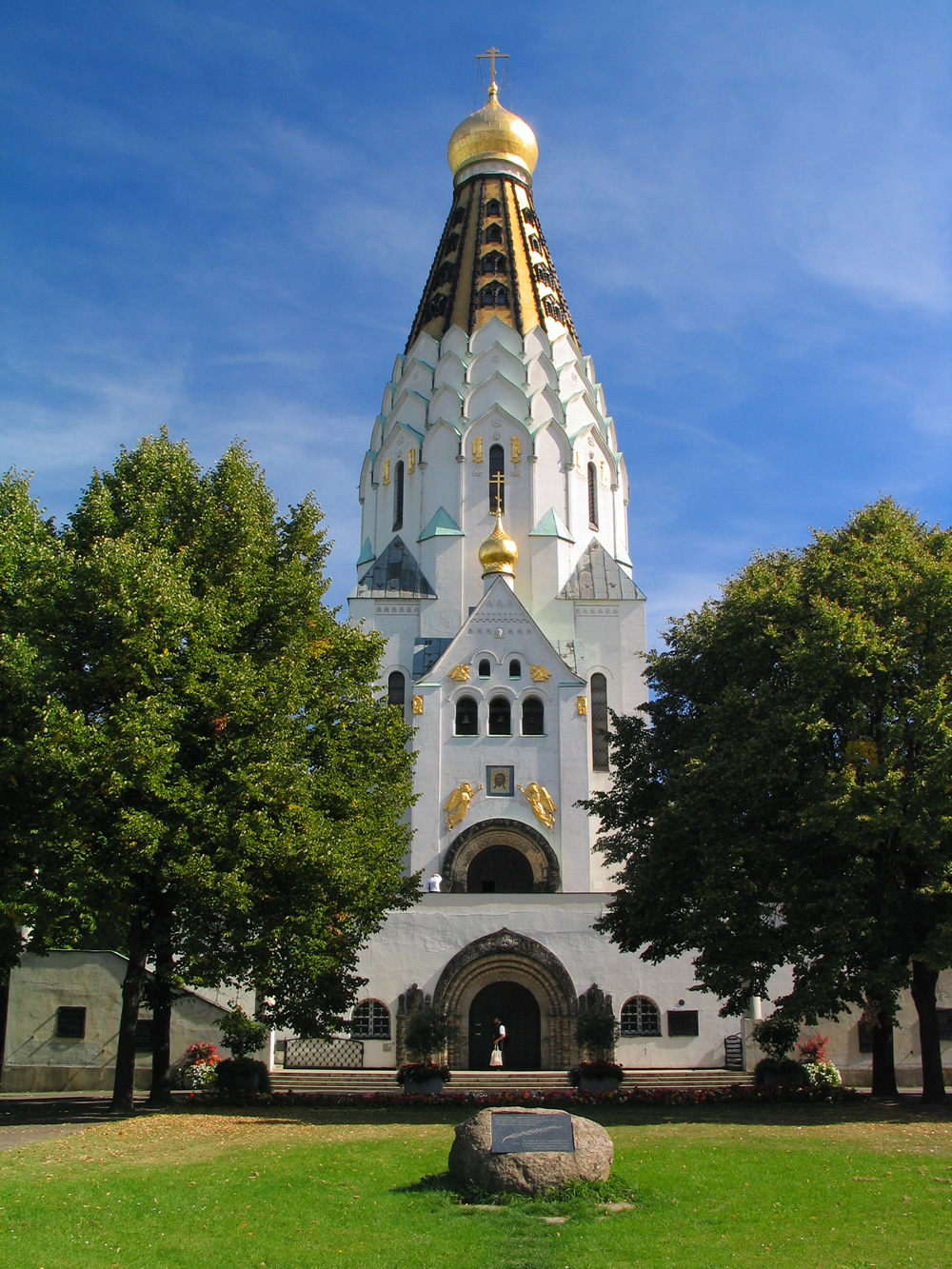
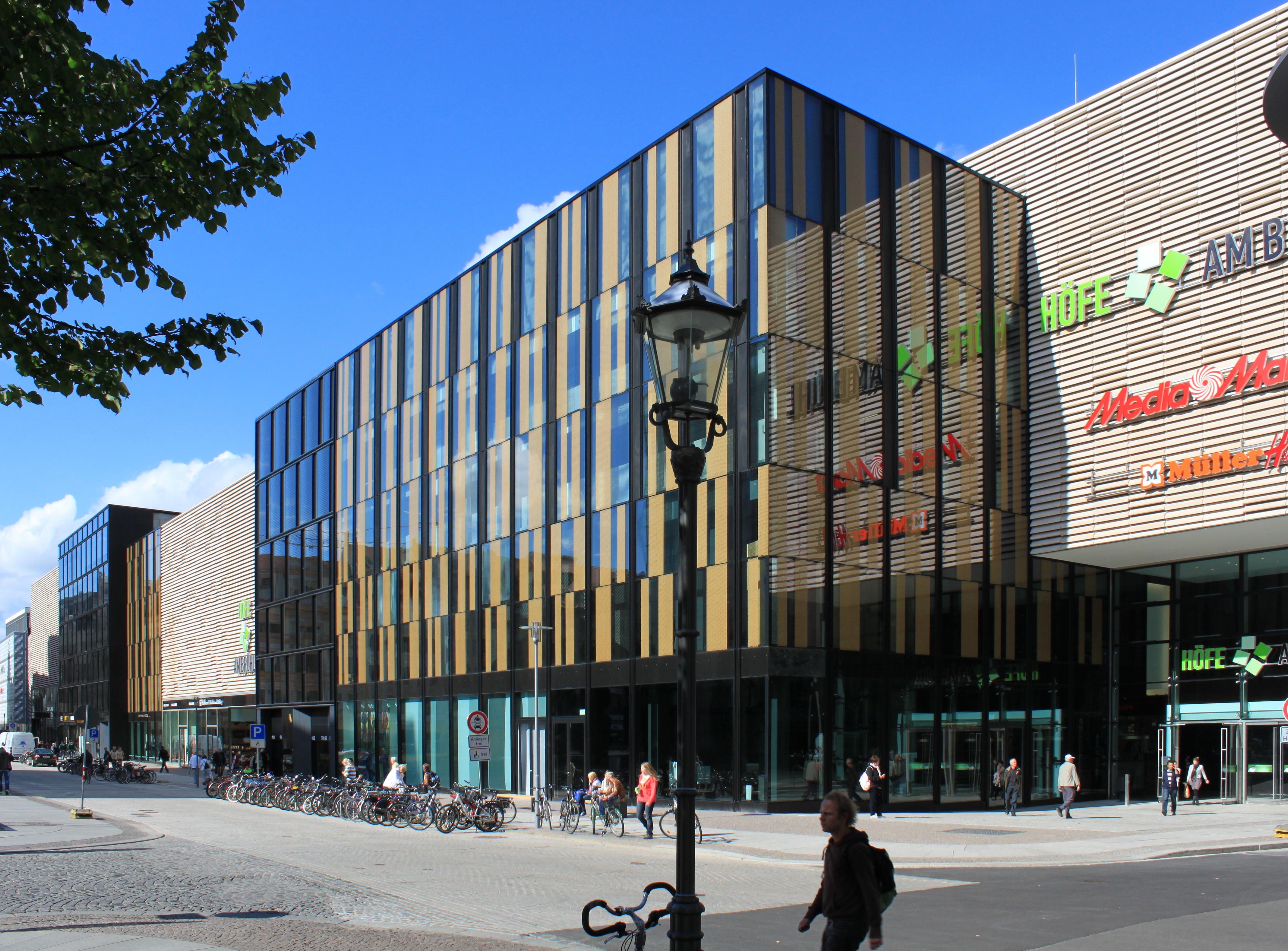
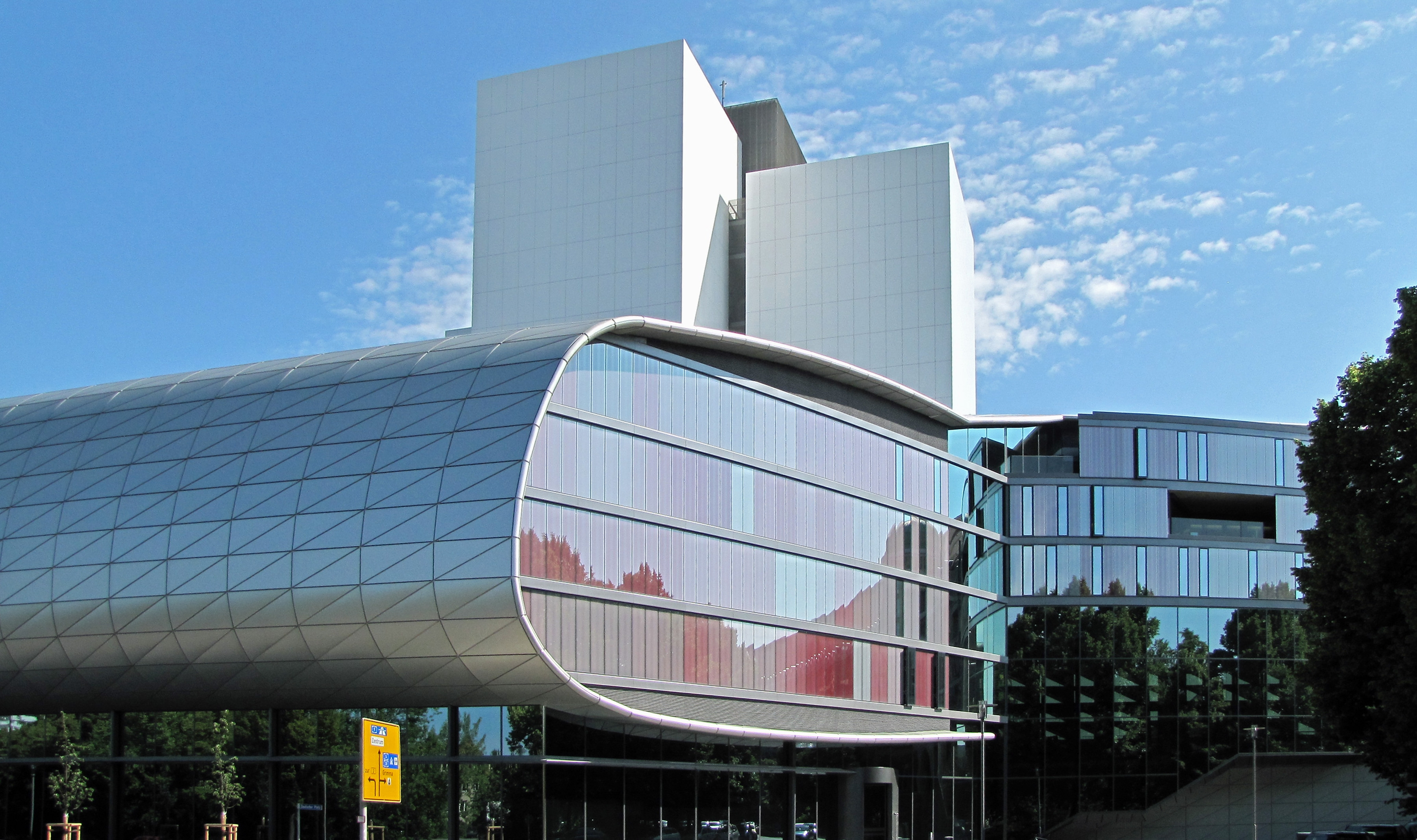
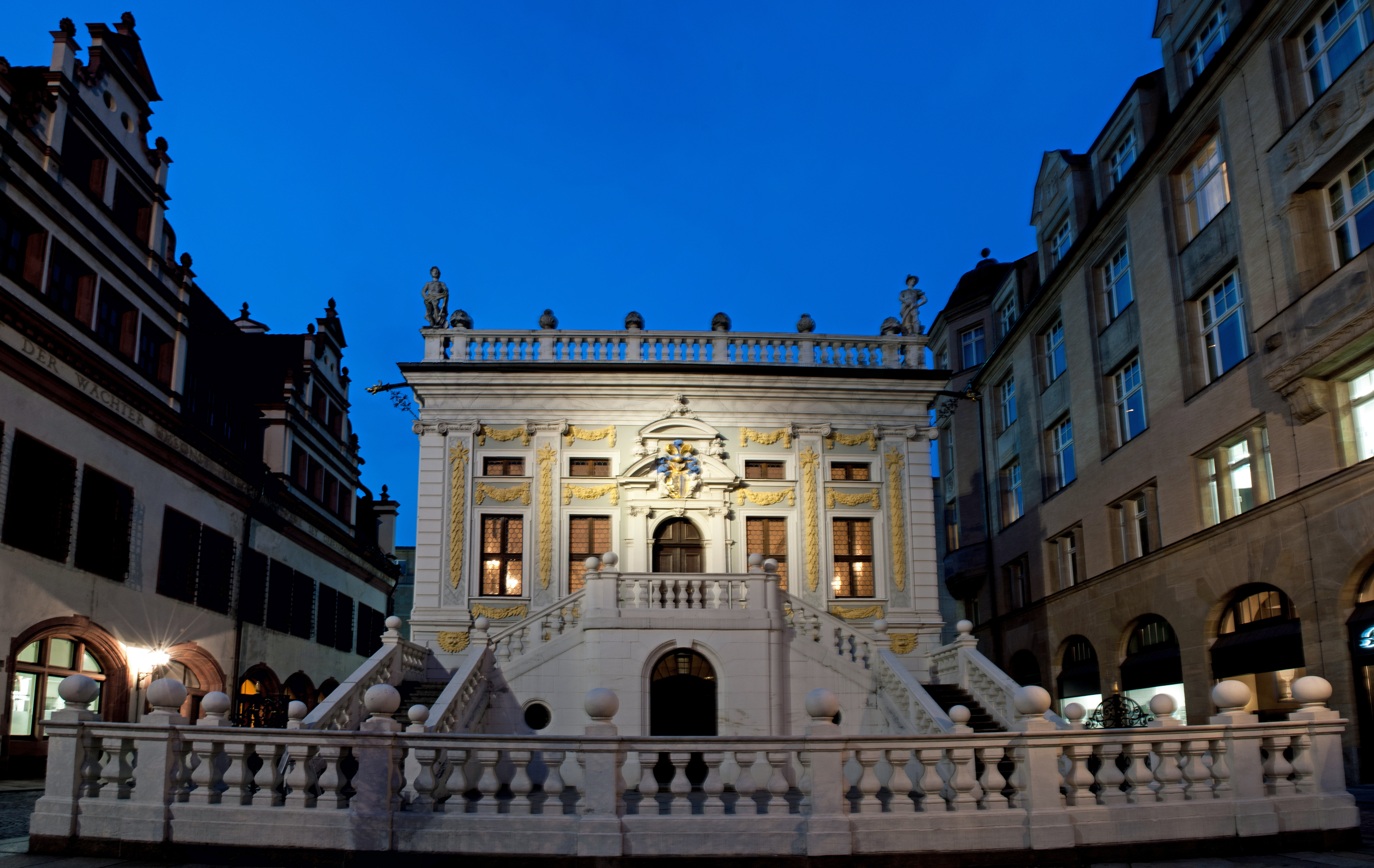
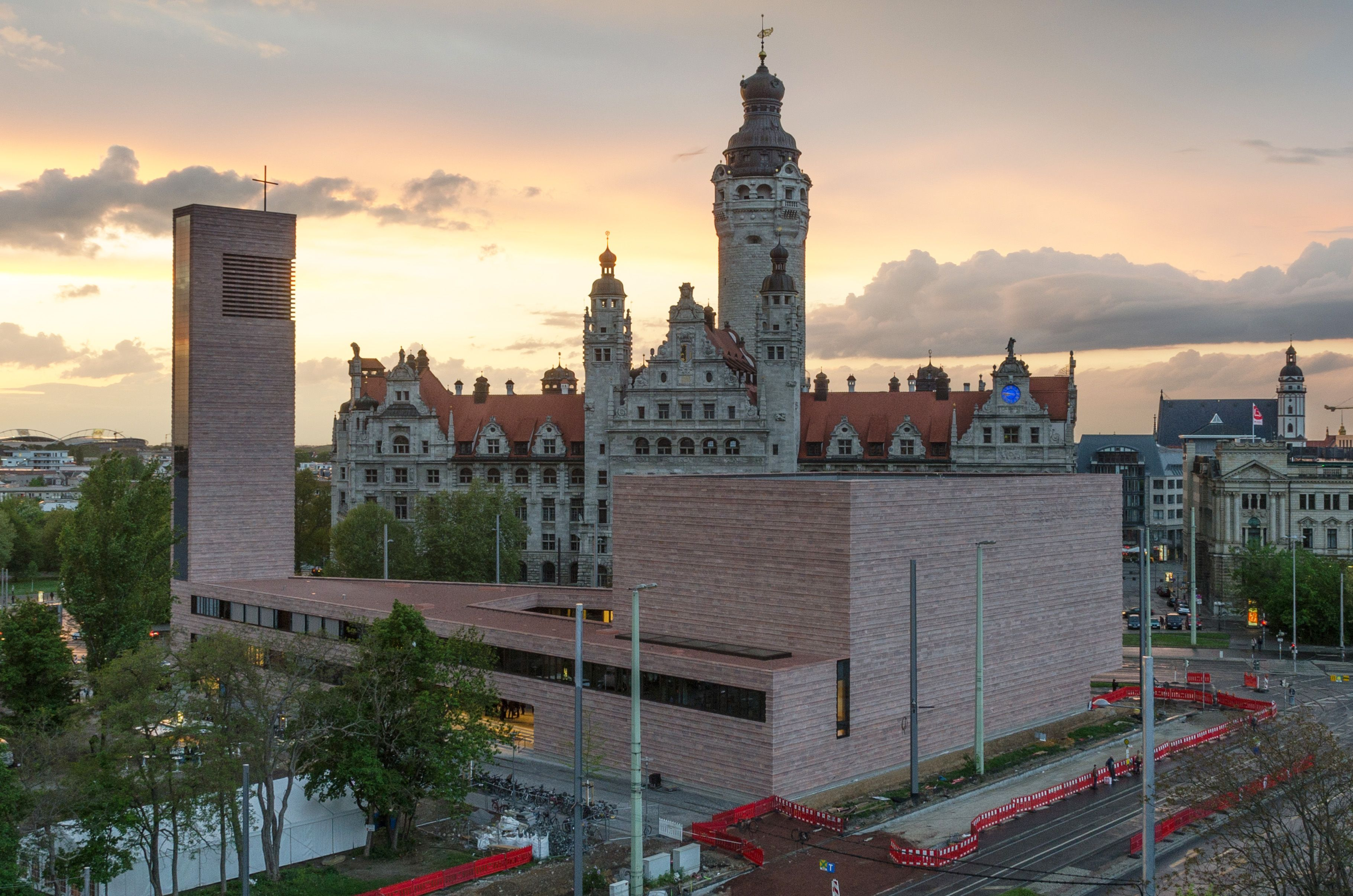
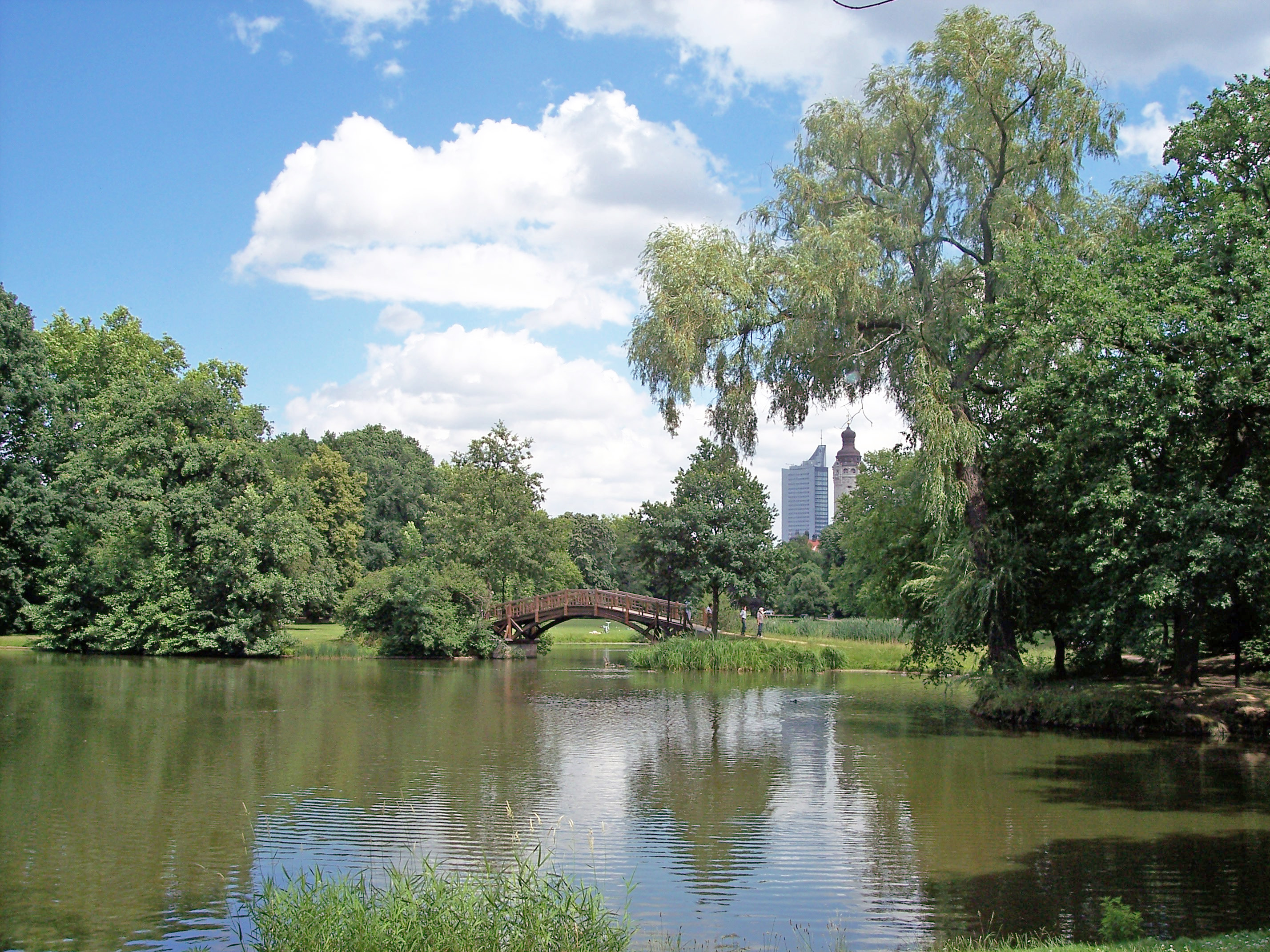
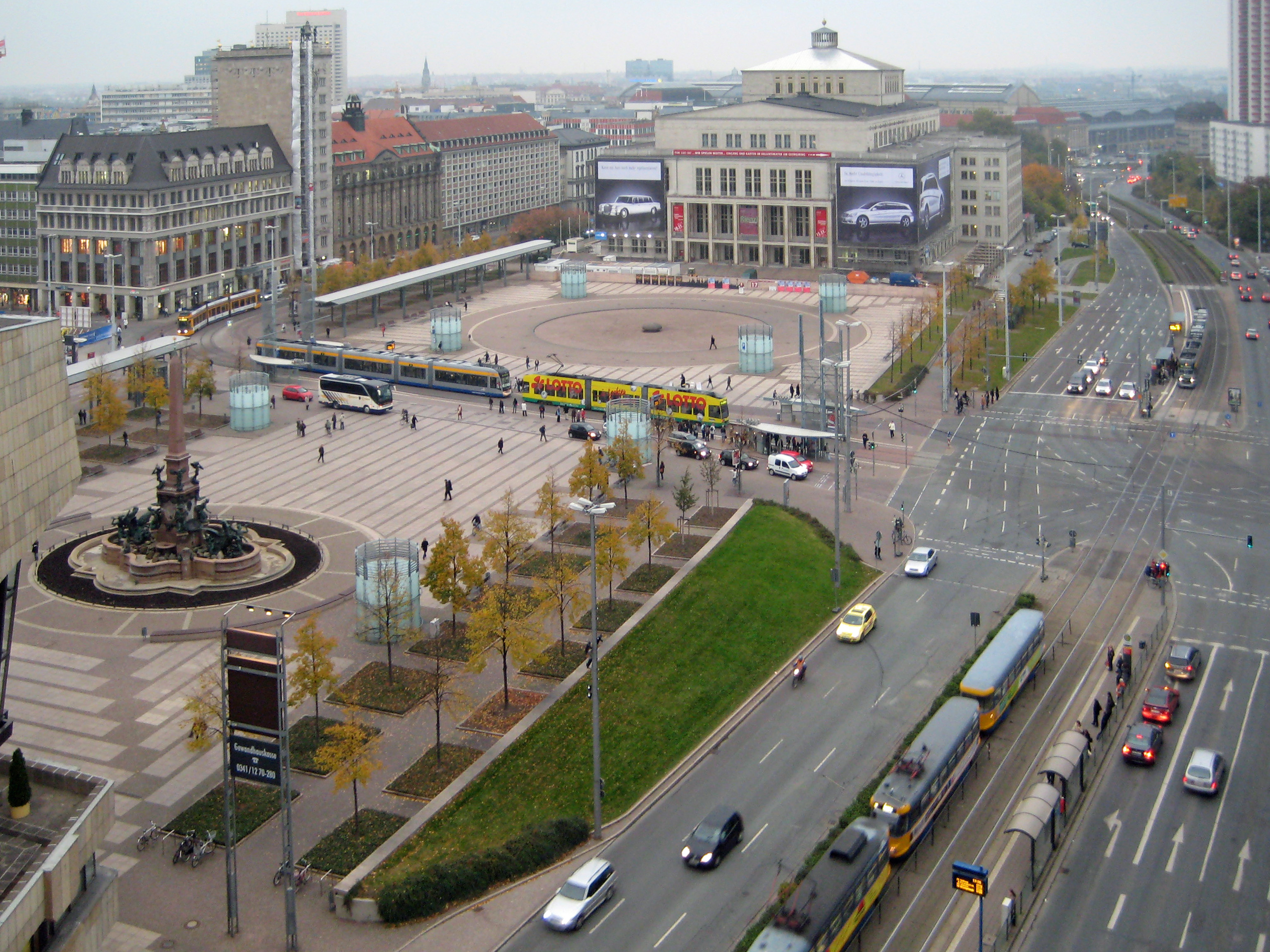
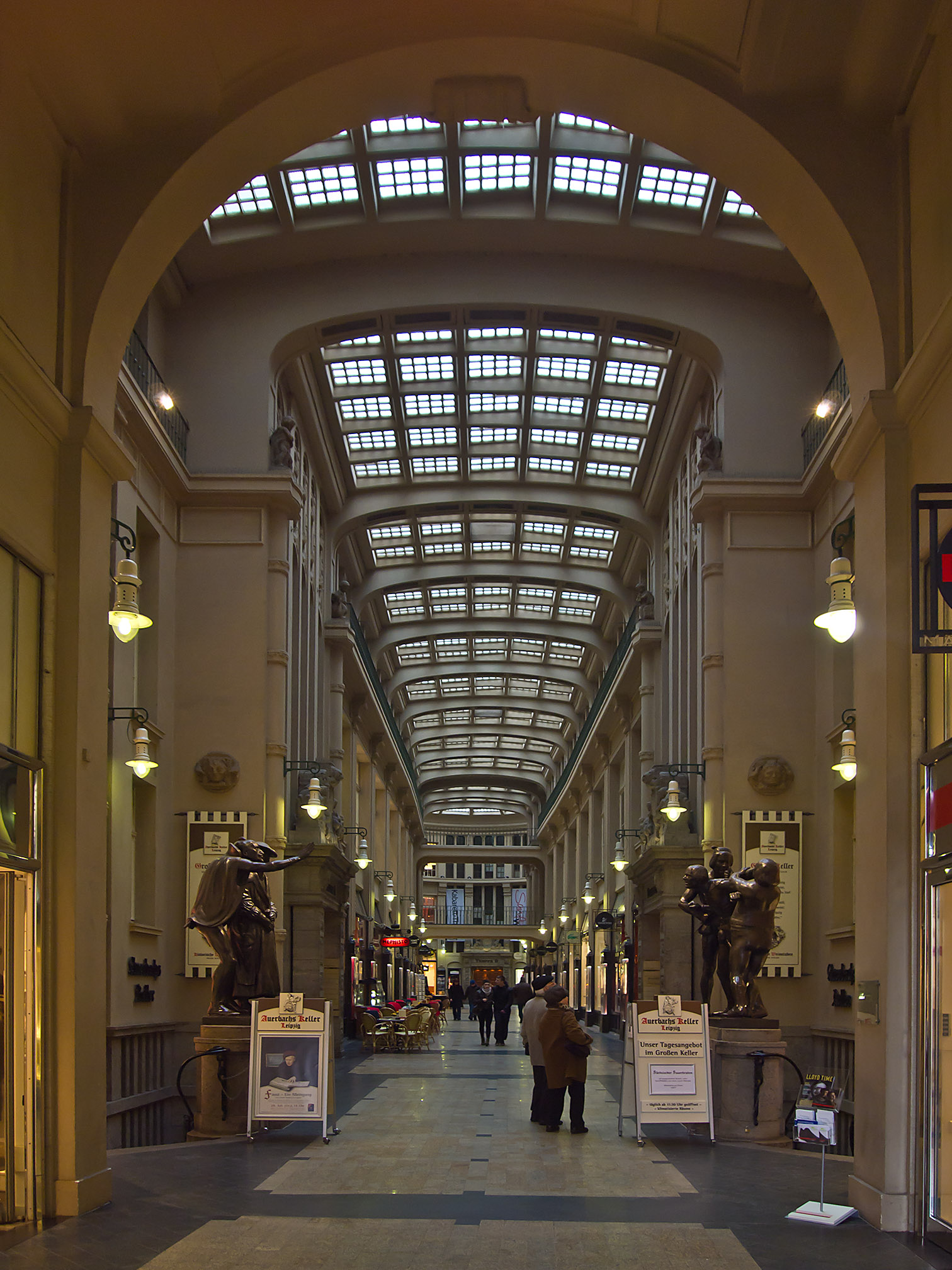
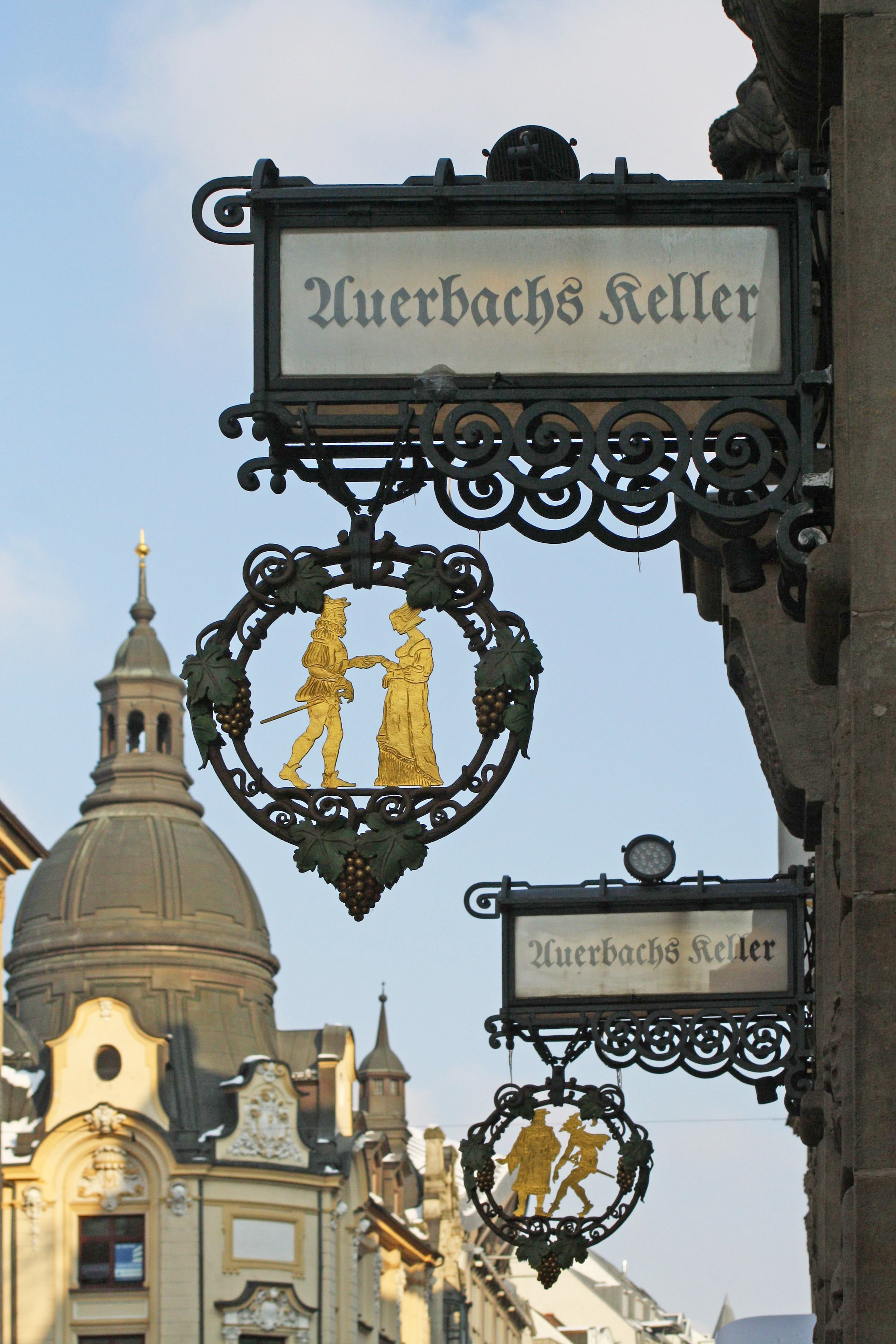
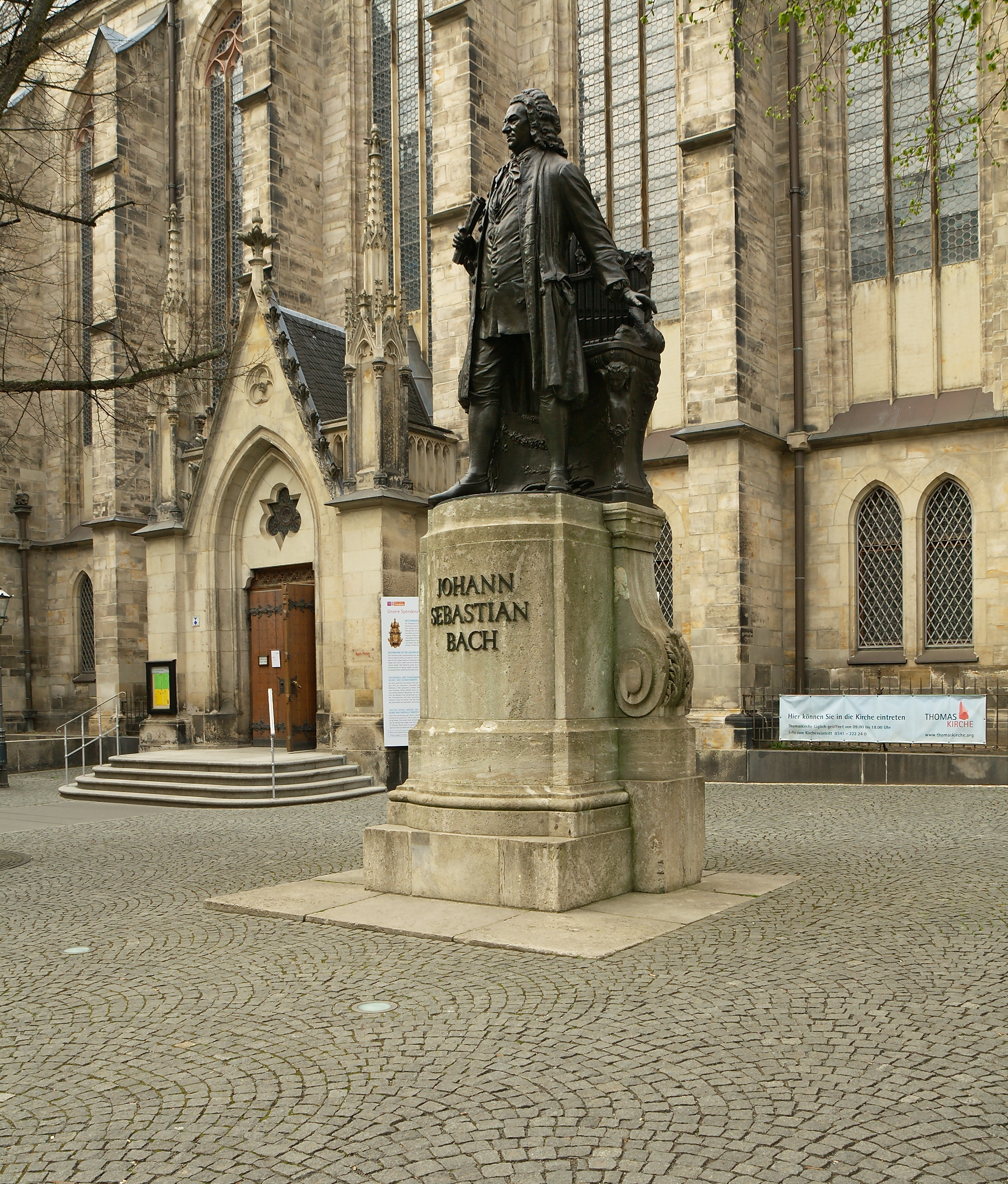
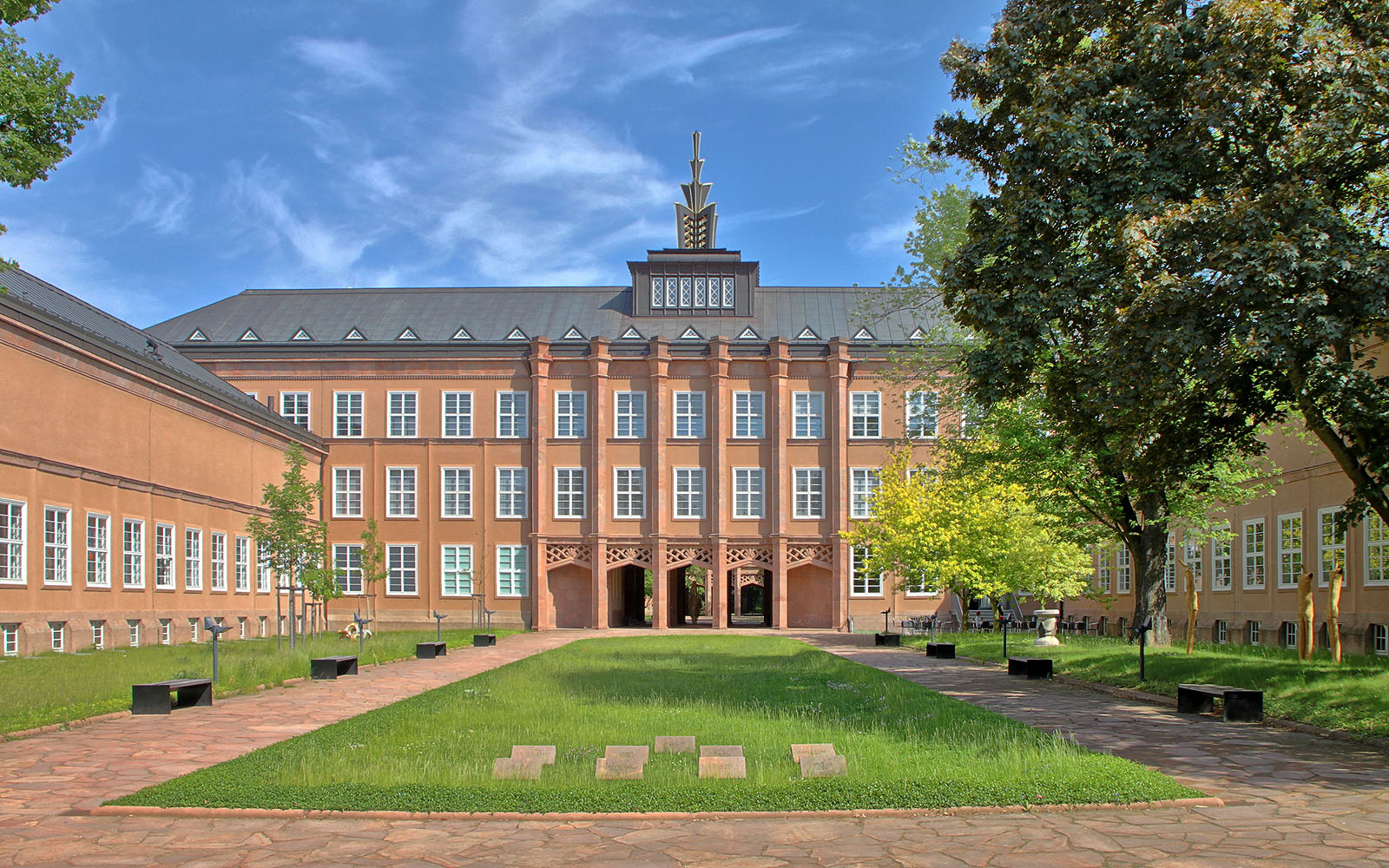
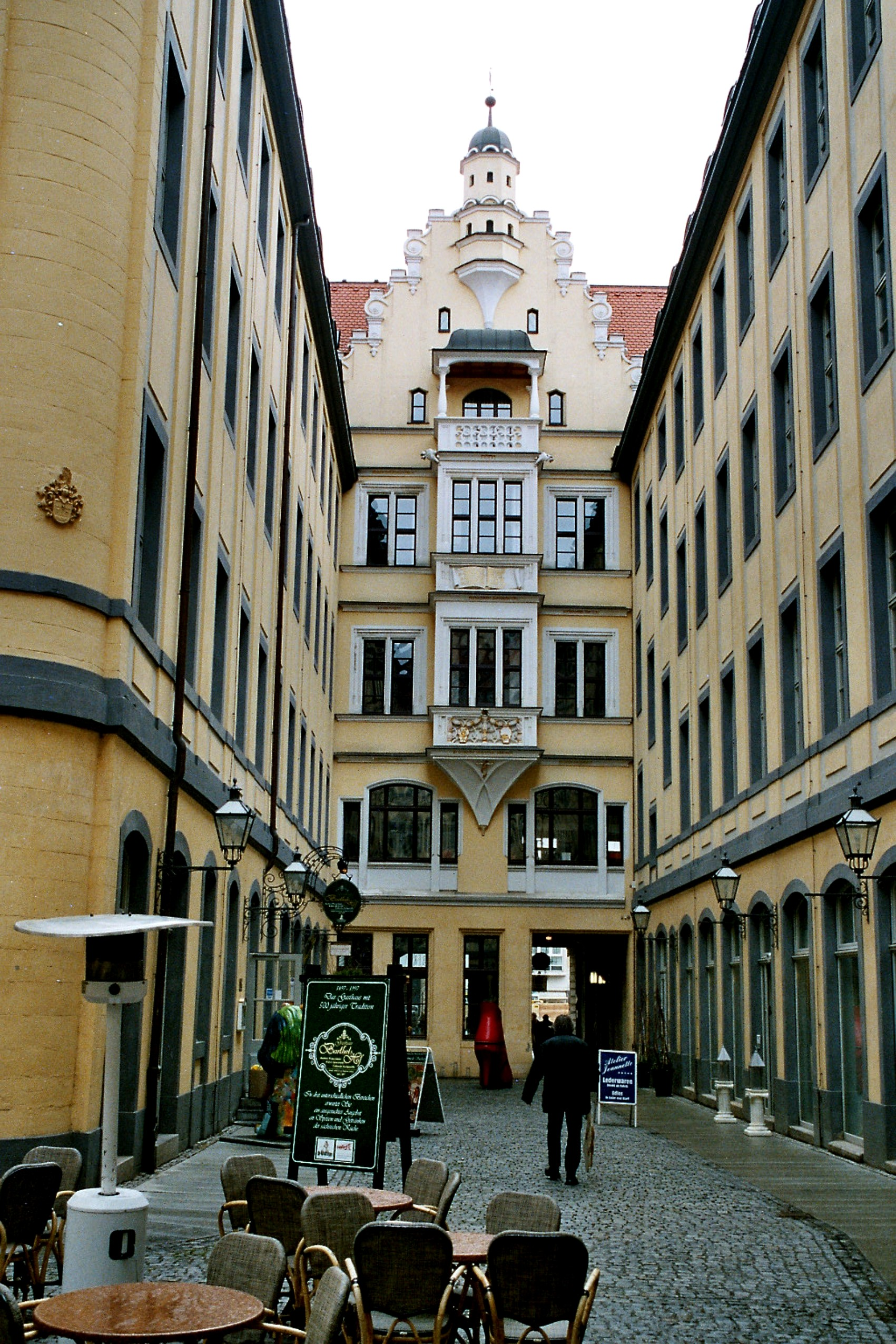